# Roberto Pruzzo
Roberto Pruzzo (Crocefieschi, 1º de abril de 1955) é um dirigente esportivo, treinador e ex-futebolista italiano, que atuava como atacante. Desde 2012 é diretor-esportivo do Savona.

## Carreira

### Jogador

#### Clube
Bomber. A expressão italiana que equivale à de matador ou goleador teve um ótimo representante na Roma entre os anos de 1970 e 80. A equipe que contava com o “Rei de Roma” Falcão, Carlo Ancelotti e Bruno Conti, não tinha qualidade apenas no meio-campo. Roberto Pruzzo era o responsável por marcar os gols e o fazia com admirável eficiência.
Apesar de não ser muito alto (tinha 1,75m), Pruzzo marcava muitos gols de cabeça, graças a sua boa impulsão e incrível senso de posicionamento. Era comum que nas comemorações, o atacante corresse descontrolado para perto de sua torcida.
Nascido em 1955, na pequena cidade de Crocefieschi, no distrito de Gênova, Pruzzo ingressou nas categorias de base do grifone aos 16 anos, onde ficou até 1973, quando foi integrado ao elenco principal pelo técnico Arturo Silvestri, estreando em um empate por 1 a 1 conta o Cesena. Marcou o seu primeiro tento apenas em 1976, contra a Roma, que mal ele sabia naquela altura, seria sua futura casa por longos e vitoriosos anos. No mesmo ano, conquistou seu primeiro prêmio individual: a artilharia da Serie B, com 18 gols. A partir de então, o atacante se tornou peça essencial para a equipe, tendo marcado 66 vezes em três temporadas.
A Juventus chegou a oferecer quatro jogadores das camadas jovens pelo artilheiro, incluindo um certo Paolo Rossi, mas o negócio não evoluiu porque o Genoa insistia em adicionar outro jovem talento bianconero na negociação, Antonio Cabrini.
Entretanto, a pressão para sua saída do clube era enorme, tendo em vista o assédio dos gigantes italianos. Em 1978, o presidente da Roma, Gaetano Anzalone, surpreendeu e contratou o Rei de Crocefieschi pela quantia, então astronômica, de três milhões de liras, o que se tornara o recorde de maior valor pago por clubes italianos por um jogador. Bruno Conti, que viria a ser ídolo da Roma ao lado de Pruzzo, também foi envolvido na negociação.
Em sua primeira temporada na equipe de capital, Pruzzo marcou 12 gols. Nada extraordinário, mas bastante satisfatório para um jogador jovem e recém-chegado. Mas o melhor estava por vir. A partir de sua segunda época, começou a chuva de gols do Rei, que logo recebeu da torcida giallorossa o apelido de bomber. Juntamente com a melhora de sua fase, veio o primeiro título com a equipe, a Coppa Italia de 1980, na qual foi o artilheiro, com seis gols em oito jogos.
Em 1981, com 18 gols, foi artilheiro da Serie A pela primeira vez, ficando muito a frente do segundo colocado, Massimo Palanca, do Catanazaro, que marcou 13. O Bomber já era reconhecido e idolatrado pela fervorosa torcida romana e no ano seguinte repetiu a dose, ficando novamente no topo da tabela de marcadores da Serie A, desta vez com 15 gols, marcados com velocidade e cirúrgica precisão nas finalizações. Nesse ano, a Roma também sagrou-se bicampeã consecutiva da Coppa.
Na Serie A seguinte, Pruzzo não conseguiu a façanha de tornar-se artilheiro da competição por três vezes seguidas, já que o inspiradíssimo Michel Platini, que desfilava em campo pela Juventus, marcou 16 vezes. Mas isso foi o de menos, os 12 gols do verdadeiro bomber juntamente com a segurança defensiva de Vierchowod e a regularidade e técnica de Ancelotti, Conti e Falcão, levaram a Roma ao seu segundo scudetto na história. Mesmo com participação fundamental em todas as conquistas romanas, o atacante não fez parte do grupo levado pelo técnico Bearzot para a disputa da Copa do Mundo de 1982. Inclusive, Pruzzo nunca conseguiu demonstrar seu melhor futebol quando vestia a malha azzurra. Em seis oportunidades não marcou nenhum gol.
O Rei continuou a exibir seu eficaz futebol nos anos que se seguiram e, em 1986, voltou a conquistar a artilharia da Serie A, com 19 gols, em um campeonato que teve estrelas do calibre de Karl-Heinz Rummenigge, Michel Platini e Diego Maradona. Nesta competição, o atacante foi autor de uma façanha que até hoje não foi alcançada por outro jogador giallorosso: marcou cinco gols em apenas uma partida - a vítima foi o Avellino. Também nesta temporada, o bomber conquistou o último título de sua carreira, a Coppa Italia, onde La Magica eliminou Inter, Fiorentina e a ascendente Sampdoria nas partidas finais.
Pruzzo ainda defendeu a Roma por outras duas temporadas, marcando apenas cinco gols, marca muito abaixo de sua média. Já na descendente, o bomber que, até ser destronado por Totti, era o maior artilheiro da história do clube, com 106 gols, preferiu optar por novos ares e transferiu-se para a Fiorentina. Na viola, o bigodudo não conseguiu repetir seus dias de glória e, em 13 jogos, marcou apenas um gol. Entretanto, foi um tento decisivo, justamente contra a Roma, que classificou os gigliatti para a UEFA Cup.
Em 1998, aos 43 anos, o já aposentado atacante iniciou sua carreira como treinador ao assumir o Viareggio. Quatro anos depois, comandou o Palermo durante cinco dias, durante a venda do clube de Franco Sensi para Maurizio Zamparini. Desde 2008 comanda o Centobuchi equipe da Serie D italiana.

#### Seleção
Pruzzo estreou pela seleção italiana em 23 de setembro de 1978, em um Itália e Turquia terminado em 1 a 0 a favor os azzurri. Em 1980, esteve na lista dos 22 convocados para a Euro, sem, no entanto, entrar em campo na competição.
Em 1982, não foi chamado por Enzo Bearzot para o Mundial de 1982, embora viesse de duas temporadas consecutivas como artilheiro da Serie A. Na temporada 1985-86, conquistou pela terceira vez a artilharia do campeonato italiano, porém não foi novamente lembrado para a disputa da Copa do Mundo de 1986. No total, colecionou 6 jogos e nenhum gol pela Itália.

## Títulos
Genoa:
- Campeonato Italiano - Série B: 1975-1976

Roma:
- Campeonato Italiano: 1982-1983
- Copa da Itália: 1979-1980, 1980-1981, 1983-1984 e 1985-1986

INDIVIDUAL
- Artilheiro do Campeonato Italiano - Série B 1975-1976: (18 gols)
- Artilheiro do Campeonato Italiano 1980-1981: (18 gols)
- Artilheiro do Campeonato Italiano 1981-1982: (15 gols)
- Artilheiro do Campeonato Italiano 1985-1986 (19 gols)
- Artilheiro da Copa da Itália 1979-1980: (6 gols)

## Ligações Externas
- Perfil em Fifa.com (em inglês)